# Maesa procera
Maesa procera är en viveväxtart som beskrevs av Benjamin Clemens Masterman Stone. Maesa procera ingår i släktet Maesa och familjen viveväxter. Inga underarter finns listade i Catalogue of Life.